# Foxhole
Foxhole — кооперативная мультиплеерная компьютерная игра в жанре стратегии в реальном времени, разработанная канадской студией Siege Camp на движке Unreal Engine 4. В игре используется аксонометрическая проекция. Разработчики описывают сеттинг Foxhole как «великие воины 20-го века».
В начале 2017 года игра была выпущена в ранний доступ и вышла в топ по продажам в Steam. Полноценный релиз состоялся 28 сентября 2022 года.

## Игровой процесс
Игровое поле представляет собой карту размером в 64 км², разделённую на шестиугольники — области, внутри которых находится несколько регионов с городами и поселениями. Длина одной сессии может варьироваться — игра заканчивается, когда одна из двух сторон, вардены или колонисты, захватывают определённое количество городов, что ведёт к фактическому захвату всех областей противника (на момент последнего обновления — 30 городов).
Игрок может присоединиться в любой момент боевых действий. Выбрав сторону, или повторно зайдя в игру в дальнейшем, игрок появляется в так называемой «домашней зоне» — на тренировочном пункте новобранцев. Из тренировочного пункта игрок может отправиться в любой доступный штаб, бункер, базу или город, если они не захвачены, не разрушены и обладают достаточным количеством припасов для спауна. Если в выбранной области находится слишком большое количество игроков, новоприбывший игрок попадёт в очередь на подключение.
Игрок не привязан к какому-либо классу, и появляясь, волен сам выбирать свою сферу деятельности и снаряжаться по своему усмотрению, если в наличии будет достаточно припасов. Важным аспектом игры является система логистики: чтобы на фронт поступили оружие или припасы, они должны пройти цепочку добычи, производства и поставок. За поставки отвечают сами игроки, взявшие на себя роль добытчиков, заводчан, логистов и снабженцев, что формирует полноценную внутриигровую экономику.
Имеется возможность строительства бункеров, аванпостов, баз, траншей, системы укреплений, ДОТов, дорог, железных дорог, и так далее, что позволяет игрокам влиять на ход боевых действий. Для достижения успеха игрокам необходимо кооперироваться: распределять припасы, создавать сети партизан и снабжения, успешно проводить фронтовые операции, строить и ремонтировать военные базы и сети обороны. Военной техникой также нельзя управлять в одиночку: танк требует наличия минимум двух членов экипажа. В игре присутствует система благодарностей; игрок, получающий благодарности, получает повышение в звании, что открывает доступ к новым возможностям, в частности — к созданию меток на карте.
В игре работает смена дня и ночи, времени года и погоды. Обширная система строительства и производства с минимальным ограничением для игроков роднит Foxhole с играми жанра песочница.

## Разработка
Разработка игры началась в 2016 году, после того, как студия Siege Camp закончила разработку небольших игр для мобильных устройств. Разработчики решили создать что-то более глобальное и придумали концепцию MMORPG-варгейма, разворачивающегося в устойчивом мире с широкими возможностями для игроков и минимум ограничений.
На ранних стадиях разработки команда разработала концепты игр от первого лица и в жанре пошаговой стратегии. В конечном итоге разработчики остановились на перспективе сверху вниз, которая способствовала большему фокусу на стратегическом планировании и взаимодействии игроков, и меньшему — на погружении в атмосферу. Почти сразу команда решила, что действие игры должно происходить в вымышленной вселенной, вдохновлённой эстетикой войн начала XX века. При разработке транспортных средств, оружия и персонажей Siege Camp стремились оставить дизайн скорее оригинальным, а не исторически достоверным. К концепции боевых столкновений между двумя сторонами и привычной карты разработчики пришли в 2018 году.

## Оценки
| Сводный рейтинг    | Сводный рейтинг |
| Агрегатор          | Оценка          |
| ------------------ | --------------- |
| MobyRank           | 7,3/10          |
| Иноязычные издания |                 |
| Издание            | Оценка          |
| NME                | 80/100          |
| MMOs.com           | 85/100          |

В подкасте Rock, Paper, Shotgun, посвящённой экономической системе игры, журналисты описывали концепцию Foxhole как «вполне интересную».
В предварительном обзоре Лиф Джонсон из IGN пишет: «Мне понравилась Foxhole, и я знаю, что большая часть этого удовольствия выросла из чуда наблюдения за тем, как так много игроков работают вместе».
Забастовка игроков «Логистическая организация общего улучшения», направленная на реформу системы логистики в игре, привела к широкому резонансу в игровых СМИ.